# Nervio abducens
El nervio abducens, también conocido como nervio motor ocular externo, nervio abducente o VI par craneal, es un nervio motor puro, cuya función es el movimiento del músculo recto lateral por lo que permite la abducción del ojo.
El núcleo de este nervio está situado debajo del piso de la parte superior del cuarto ventrículo, cerca de la línea media y por debajo del colículo facial. Se encuentra rodeado en su cara posterior por las fibras que emergen del núcleo del nervio facial las cuales forman un asa alrededor del núcleo del abducens. Este núcleo recibe aferencias del resto de los núcleos oculomotores, de los núcleos vestibulares y de la vía visual por medio de fibras del fascículo longitudinal medial, las cuales regulan su eferencia motora al músculo recto lateral del ojo ipsilateral. Recibe el tracto tectobulbar del colículo superior, por el cual la corteza visual está conectada con el núcleo.
Las fibras de este nervio dejan el núcleo por su cara anterior y discurren a través de la porción inferior del puente, emergiendo del tallo en el surco bulboprotuberancial (borde inferior del puente por arriba de la pirámide bulbar) medial a la emergencia del nervio facial. Tras su salida del tallo, atraviesa la cisterna pontina en dirección postero-anterior, pasando anteroinferior a la arteria laberíntica y por delante de la arteria cerebelosa anteroinferior.
El nervio atraviesa la duramadre del clivus, y discurre entre las dos capas de la duramadre hasta llegar al ápex del hueso temporal, donde pasa por debajo del Ligamento de Gruber y penetra al Canal de Dorello, un espacio virtual que se encuentra dentro de la duramadre del esfenoides que conecta el ápex de la porción petrosa del temporal y las apófisis clinoides posteriores. Tras salir del Canal de Dorello, el nervio abducens entra al seno cavernoso donde discurre inferior y lateral a la arteria carótida interna.
Tras salir del seno cavernoso, el motor ocular externo se introduce en la órbita por la hendidura esfenoidal; dentro del anillo tendinoso común de los músculos rectos (de Zinn), pasa por debajo del motor ocular común, termina en la cara interna del músculo recto lateral, al cual inerva.